# Джанди Нелсън
Джанди Нелсън (на английски: Jandy Nelson) е американска писателка на произведения в жанра любовен роман за юноши.

## Биография и творчество
Джанди Нелсън е родена на 25 ноември 1965 г. в Ню Йорк, САЩ. Получава бакалавърска степен от университета „Корнел“, магистърска степен по поезия от университета „Браун“ и магистърска степен по творческо писане за деца от Върмонтския колеж по изящни изкуства в Монпелие.
След дипломирането си в продължение на 13 години работи като литературен агент към Литературна агенция „Manus & Associates“.
Първият ѝ роман „Небето е навсякъде“ е издаден през 2010 г. Той представя историята на 17-годишната Лени Уокър, която се справя след смъртта на сестра си. Раздвоена между скръбта и себеоткриването, тя трябва да се научи да сама да строи собствения си живот. Романът става бестселър в списъка на „Ню Йорк Таймс“ и я прави известна. През 2020 г. романът е екранизиран в едноименния филм с участието на Грейс Кауфман и Джейсън Сийгъл.
Вторият ѝ роман, „Ще ти дам слънцето“, е издаден през 2014 г. Той представя историята на близнаците Ноа и Джуд, които след поредица от семейни трагедии, жестокости и недоразумения се разделят, но съдбата ги среща и те започват да разбират себе си и да променят света си отново. През 2015 г. книгата получава наградата „Майкъл Л. Принц“ за най-добра художествена литература за юноши от Асоциацията за библиотечни услуги за юноши, както и наградата „Джозет Франк“ на Банк Стрийт и наградата „Стонуол“.
Книгите ѝ са включени в списъците на най-добрата художествена литература за юнощи от Американската библиотечна асоциация.
Джанди Нелсън живее в Сан Франциско.

## Произведения

### Самостоятелни романи
- The Sky Is Everywhere (2010)
Небето е навсякъде, изд.: ИК „Прозорец“, София (2016), прев. Александър Маринов
- I'll Give You the Sun (2014)
Ще ти дам слънцето, изд.: ИК „Прозорец“, София (2016), прев. Петя Петкова

### Екранизации
- 2020 The Sky Is Everywhere – продуцент и сценарист